# Ladykillers
Ladykillers (The Ladykillers) è un film del 2004 diretto da Joel ed Ethan Coen, remake della commedia La signora omicidi del 1955 girata da Alexander Mackendrick.
Interpretato da Tom Hanks, Irma P. Hall, Marlon Wayans e J. K. Simmons, è il primo film dei Coen ad essere firmato da tutti e due i fratelli sia come registi che da produttori.
Presentato in concorso al 57º Festival di Cannes, è valso a Irma P. Hall il Premio della giuria.

## Trama
Saucier, Mississippi. La signora Marva Munson, un'anziana donna di colore, è una fervente cristiana e vedova. Un giorno si presenta alla porta della sua abitazione il professor Goldthwaite Hagginson Dorr, un sedicente musicista interessato ad affittare la stanza disponibile e utilizzare lo scantinato per fare delle prove con la sua piccola orchestra.
In realtà Dorr è un ladro gentiluomo che intende compiere un furto ingegnoso, che consiste nello scavare un tunnel dallo scantinato dell'abitazione sino al magazzino sotterraneo di un casinò galleggiante pieno di soldi. Nell’impresa è aiutato dalla sua banda composta da Garth Pancake, esperto di esplosivi; Generale, un ex-soldato vietnamita; Gawain, un giovane di colore che lavora come addetto alle pulizie nel casinò; e infine Lump, un energumeno ritardato mentale ed ex-giocatore di football.
Dopo varie vicissitudini, il gruppo riesce a scavare il tunnel e a rubare 1,6 milioni di dollari, ma a causa di un errore di Pancake vengono scoperti dalla Munson, che intende farli arrestare, a meno che restituiscano i soldi e vadano in chiesa con lei la domenica successiva. Il gruppo allora si ritrova costretto a dover uccidere la Munson per farla tacere: prima prova Gawain, ma mentre si avvicina per soffocarla con un cuscino, il giovane ricorda sua madre quando era piccolo e rinuncia all'omicidio; questo fa scaturire una colluttazione con i suoi compagni, soprattutto con Garth che accidentalmente gli spara un colpo di pistola; dopodiché il gruppo nasconde il cadavere gettandolo su una barca di rifiuti. Tornati a casa, Garth tenta di rubare tutti i soldi e di fuggire con la sua compagna ma il generale lo strangola con un fil di ferro e il gruppo getta il cadavere su una barca di rifiuti.
In seguito il generale tenta di uccidere Marva mentre questa dorme ma viene spaventato dal tic tac dell'orologio e inghiotte una sigaretta; esce di corsa per cercare dell'acqua ma inciampa sul gatto della vedova, cade per le scale rompendosi il collo e muore. Nascosto il cadavere su una barca di rifiuti, Lump e Door hanno una lite sul ponte: Lump si dimostra disposto a fare quello che ha detto Marva ma Door non è d'accordo e Lump tenta di sparargli con la pistola, ma l’arma non funziona; mentre prova contro di sé, parte un colpo che lo uccide e lo fa cadere giù dal ponte fino a una barca carica di rifiuti; poco dopo Dorr viene colpito da un pezzo di una statua, cade giù dal ponte mentre il suo mantello rimane impigliato, impiccandolo, e subito dopo, a causa del peso, il mantello si strappa facendo cadere il cadavere di Door sulla stessa barca piena di rifiuti dove poco prima è caduto anche il corpo di Lump.
La signora Munson, rimasta con i soldi nel suo scantinato e non creduta dalle autorità, decide di darli tutti in beneficenza alla sua amata Bob Jones University.
Come in altri titoli dei fratelli Coen, l'equilibrio finale raggiunto dalla storia è ben lontano da quello che suggerirebbe la morale corrente e fondato su una serie di equivoci (qui il bottino non viene recuperato dalla polizia, che lo crede oggetto delle allucinazioni della signora, e soluzioni simili si trovano, tra gli altri, in Crocevia della morte, Burn after reading e L'uomo che non c'era).

## Produzione
Barry Sonnenfeld è tra i produttori del film. Il noto regista, aveva cominciato la sua carriera cinematografica come direttore della fotografia nei primi lavori dei fratelli Coen.
Bruce Campbell, l’attore feticcio di Sam Raimi, senza essere accreditato nei titoli, fa una fulminea apparizione come addetto alla sicurezza degli animali nella scena del set pubblicitario.

## Distribuzione
Ladykillers, considerato dalla critica uno dei film meno interessanti dei fratelli Coen e di gran lunga inferiore alla pellicola originale del 1955 di Alexander Mackendrick, è stato distribuito nelle sale cinematografiche americane da Buena Vista Pictures il 26 marzo 2004 e ha partecipato in concorso al Festival di Cannes dello stesso anno. Il film, costato 35.000.000 di dollari, ha incassato negli Stati Uniti $ 39.799.191 e sul mercato internazionale $ 36.866.000. Alla fine del 2004, l’incasso complessivo della pellicola a livello mondiale è stato di $ 76.665.191. In Italia, è uscito nei cinema l’undici giugno del 2004.

## Riconoscimenti
- 2004 - Festival di Cannes
  - Premio della giuria a Irma P. Hall
  - Candidatura Palma d'oro a Joel ed Ethan Coen
- 2004 - Evening Standard British Film Awards
  - Miglior realizzazione tecnico-artistica a Roger Deakins
- 2005 - Saturn Award
  - Candidatura Miglior attrice non protagonista a Irma P. Hall
- 2005 - Image Award
  - Candidatura Miglior attrice protagonista a Irma P. Hall
- 2005 - Black Reel Awards
  - Miglior attrice in un film commedia o musicale a Irma P. Hall
- 2005 - MovieGuide Awards
  - Candidatura Performance più interessante a Irma P. Hall

## Citazioni
- Il film è ricco di riferimenti all'opera di Edgar Allan Poe, alcuni evidenti, come la poesia A Elena e Il corvo, altri meno. Tra questi, il personaggio dal ruolo tutt'altro che trascurabile del gatto, ma a differenza di quello del racconto del romanziere statunitense, però non è nero, anche se il riferimento è evidente se si considerano gli elementi dello scavo in cantina e del progetto di murarvi la affittacamere. Un altro noto riferimento, è il fatto che il professor Goldthwaite Hagginson Dorr, trovi la sua fine per via di un corvo appollaiato su un busto di pietra sopra il ponte, come nella nota poesia Il corvo.
- Il riferimento alla Bob Jones University, come università nella quale si somministra un eccellente insegnamento biblico e come destinataria delle reverenti donazioni della signora Marva Munson è sarcastico, visto che tale università mantenne un atteggiamento incline alla segregazione razziale fino agli anni 2000.
- Il film presenta innumerevoli somiglianze con la puntata L'eredità del maestro della quarta stagione de Le nuove avventure di Lupin III, del 1979.